# Argentine aux Jeux olympiques d'été de 1932
L'équipe olympique argentine participe aux Jeux olympiques d'été de 1932 à Los Angeles. Elle y remporte quatre médailles : trois en or et une en argent, se situant à la onzième place des nations au tableau des médailles. Le nageur Alberto Zorrilla est le porte-drapeau d'une délégation argentine comptant 33 sportifs (33 hommes). Sur les 4 médailles conquises par les Argentins, 3 l'ont été en Boxe et une en  Athlétisme grâce au marathonien Juan Carlos Zabala qui devient champion olympique à Los Angeles.

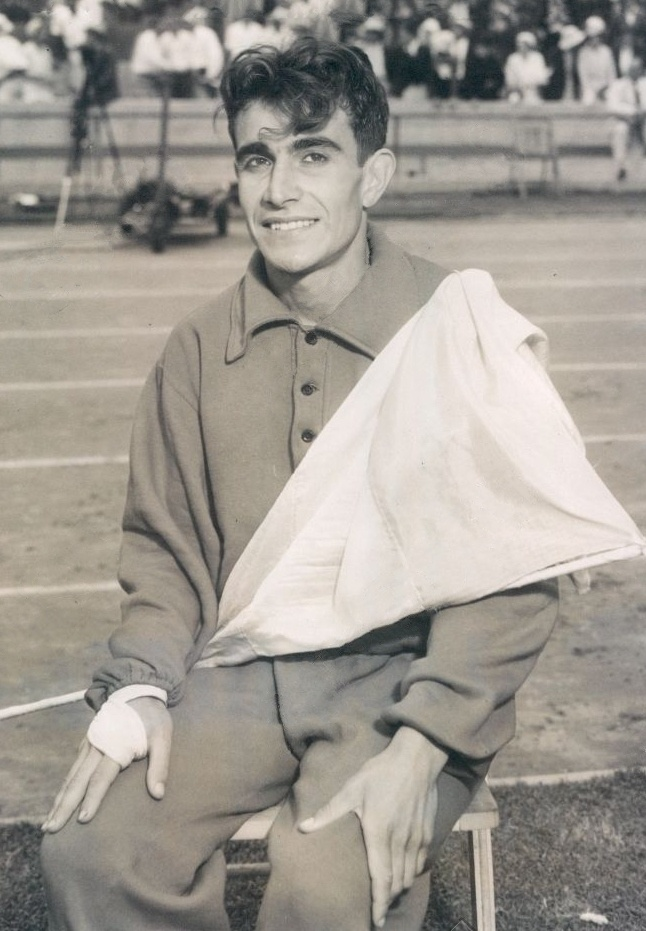
Carlos Zabala vainqueur de l'épreuve mythique du marathon.

## Médailles
| Médaille                           | Nom                | Sport      | Compétition             |
| ---------------------------------- | ------------------ | ---------- | ----------------------- |
| Médaille d'or, Jeux olympiques     | Juan Carlos Zabala | Athlétisme | Marathon                |
| Médaille d'or, Jeux olympiques     | Carmelo Robledo    | Boxe       | Poids plumes (-57,2 kg) |
| Médaille d'or, Jeux olympiques     | Santiago Lovell    | Boxe       | Poids lourds (+79,4 kg) |
| Médaille d'argent, Jeux olympiques | Amado Azar         | Boxe       | Poids moyens (-72,6 kg) |